# غارهای شکوجان
غارهای شکوجان ( اسلوونیایی: Škocjanske jame, ایتالیایی: Grotte di San Canziano) یک سیستم غار واقع در اسلوونی است. غارهای شکوجان در سال ۱۹۸۶ در فهرست میراث جهانی طبیعی و فرهنگی یونسکو قرار گرفتند. غارهای شکوجان یک پدیده زیرزمینی مهم در پلاتوی کارست و در اسلوونی هستند. پس از استقلال از یوگسلاوی در سال ۱۹۹۱، اسلوونی متعهد به حفاظت فعال از منطقه غارهای شکوجان شد. برای انجام این تعهد، پارک منطقه‌ای غارهای شکوجان تأسیس شد و به همراه آن، اداره خدمات عمومی پارک غارهای شکوجان به وجود آمد.